# UEFA Women’s Europa Cup
Der UEFA Womenʼs Europa Cup ist ein in der Saison 2025/26 erstmals ausgespielter Fußball-Wettbewerb für Frauen-Klubmannschaften. Er wird von der UEFA organisiert und ist unterhalb der UEFA Women’s Champions League angesiedelt. Geschaffen wurde er, um Teams aus kleineren Nationen mehr internationale Spiele zu ermöglichen. Die deutsche Frauen-Bundesliga und andere Top-Ligen erhalten in diesem Wettbewerb keine fixen Startplätze, können sich aber nach einer missglückten Champions-League-Qualifikation für diesen Wettbewerb qualifizieren.
Der Wettbewerb besteht nur aus K.-o.-Spielen, die inklusive des Finals mit Hin- und Rückspiel ausgetragen werden.
Der Sieger des Wettbewerbs erhält einen Startplatz in der letzten Qualifikationsrunde zur nächsten Champions League Saison.

## Teilnehmende Teams
13 Verbände bekommen einen fixen Startplatz. Aufgefüllt wird dann mit Mannschaften, die sich in der Qualifikation der Champions League nicht durchsetzen konnten. „Absteiger“ sind prinzipiell alle Teams, die die zweite Qualifikationsrunde erreichen und dort nicht Vierter werden.
|                     | Startplätze über nationale Ligen                                         | Teams aus Champions-League-Qualifikation                                                                                                 |
| ------------------- | ------------------------------------------------------------------------ | --- |
| 1. Runde (24 Teams) | - 7 Vizemeister der Verbände 18–24 - 6 Drittplatzierte der Verbände 8–13 | - 11 drittplatzierte Teams der 2. Qualifikationsrunde der Champions League                                                               |
| 2. Runde (32 Teams) |                                                                          | - 11 zweitplatzierte Teams der 2. Qualifikationsrunde der Champions League - 9 Verlierer der 3. Qualifikationsrunde der Champions League |